# Rosema demorsa
Rosema demorsa är en fjärilsart som beskrevs av Felder 1874. Rosema demorsa ingår i släktet Rosema och familjen tandspinnare. Inga underarter finns listade.

## Bildgalleri

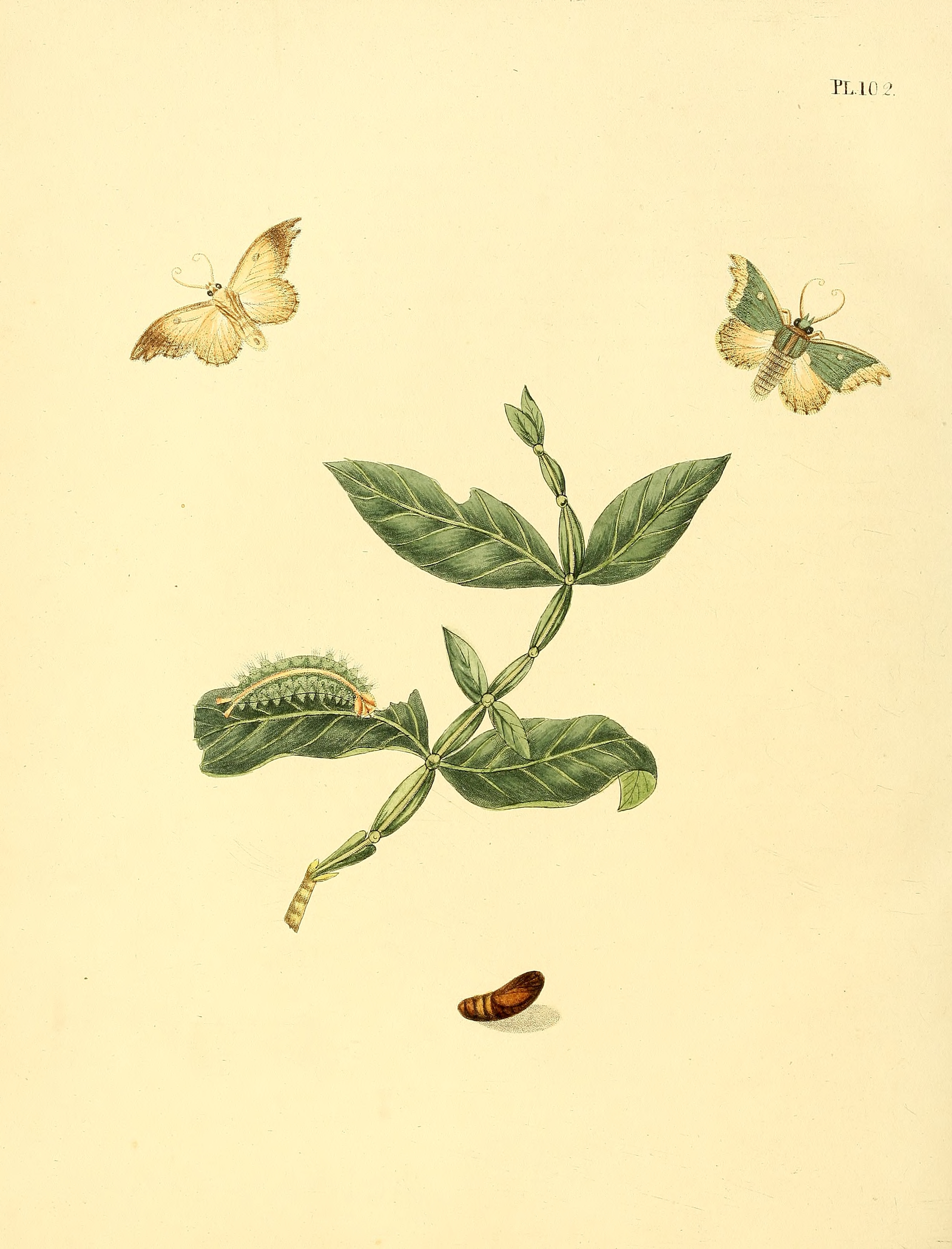